# Besi Merah Putih

Symbol der BMP

Besi Merah Putih (BMP) ist der Name einer etwa 200 Mann starken pro-indonesischen Miliz (Wanra), die am 27. Dezember 1998 in Cai-Cassa, Osttimor, gegründet wurde. Sie operierte in Maubara, im Distrikt Liquiçá, und in der Umgebung des Flusses Lóis, westlich der Hauptstadt Dili unter der Führung von Manuel de Sousa und mit Unterstützung von Leoneto Martins, dem Distriktsadministrator (Bupati) von Liquiçá. Der indonesische Ex-General Prabowo hatte direkte Verbindungen zu Besi Merah Putih und trainierte Angehörige auf einem Kopassus-Stützpunkt nahe Bogor in Westjava. Auch Tomé Diogo werden direkte Verbindungen zur BMP nachgesagt. Der indonesische Armeeangehörige soll die Miliz direkt geführt haben.
Ihr Name bedeutet übersetzt rote und weiße Eisenstange. Diese Miliz galt als eine der gefürchtetsten in Osttimor während der Unruhen vor und nach dem Unabhängigkeitsreferendum 1999. Sie wird für Brandstiftung, Mord, Folter und Vergewaltigung in hunderten Fällen verantwortlich gemacht.
Besonders bekannt wurde das Kirchenmassaker von Liquiçá am 6. April und der Überfall auf einen Hilfskonvoi in Liquiçá am 4. Juli. Hier wurden 77 Personen getötet. Der Konvoi war gerade auf dem Weg zurück von Sare (Distrikt Ermera), wo er tausende Flüchtlinge mit Lebensmitteln und Medikamenten versorgt hatte, nach Dili, als er in der Stadt Liquiçá überfallen wurden. In diesem Konvoi waren auch Vertreter von sechs osttimoresischen NGOs (darunter die Caritas Osttimor), des UNHCR und der UNAMET.
Ehemalige Mitglieder der BMP sagten vor Gericht aus, dass, bevor die Miliz in den Kampf zog, sie einen Cocktail aus Alkohol, Tierblut und Drogen tranken. Außerdem berichteten sie, dass Milizionäre Trophäen von ihren Opfern sammelten, indem sie Ohren und Penisse abschnitten.
Am 11. Dezember 2012 wurden drei Mitglieder der BMP zu Haftstrafen verurteilt. Faustino Filipe de Carvalho, der ehemalige Suco-Chef von Ulmera, wurde zu sechs Jahren verurteilt, wegen illegaler Gefangensetzung und Deportation von Zivilisten. Miguel Soares, der in Besite aktiv war, erhielt neun Jahre Gefängnis wegen seiner Beteiligung an der Ermordung von Fransisco Brás. Der BMP-Kommandant Salvador de Jesus wurde wegen der Beteiligung an der Ermordung von Felix Barreto und Francisco Brás zu 16 Jahren verurteilt.